# 決定論
決定論（英語：Determinism；德語：Determinismus，源自拉丁語 determinare，有「決定」等相關含義），或稱拉普拉斯信条（參見拉普拉斯惡魔），是一種哲學觀點，即所有事件都完全由先前存在的原因決定。決定論的反面是某種非決定論或隨機性。決定論通常與自由意志形成對比，儘管一些哲學家聲稱兩者是兼容的。
決定論通常被認為是「因果決定論」，這在物理學中被稱為因果關係。這是一個概念，即給定範式中的事件受因果關係的約束，任何狀態（對象或事件的）都完全由先前狀態決定。這種含義可以與下面提到的其他種類的決定論區分開來。
其他爭論通常涉及確定系統的範圍，有些人堅持認為整個宇宙是一個單一的確定系統，而另一些人則認為其他更有限的確定系統（或多元宇宙）。許多歷史辯論涉及許多哲學立場和決定論的多樣性。它們包括關於決定論和自由意志的辯論，在技術上被稱為相容的（允許兩者共存）和不相容的（否認它們共存的可能性）。
決定論不應與人類行為的原因、動機和慾望的自我決定相混淆。決定論是關於影響我們生活中認知過程的相互作用。 它是關於我們在生活中所做的事情的原因和結果。在我們的認知過程中，原因和結果總是聯繫在一起的。它假設如果觀察者有足夠的關於人事物的資訊，那麼這樣的觀察者可能能夠預測該人事物的每個後續動作或發展。決定論很少要求完美預測在實際上的可能性。

## 概念
决定论认为，自然界和人类世界中普遍存在一种客观规律和因果关系。一切结果都是由先前的某种原因导致的，或者是可以根据前提条件来预测未来可能出现的结果。
其重要的观点即是“有其因必有其果”或黑格尔的“凡是合乎理性的东西都是现实的，凡是现实的东西都是合乎理性的”。

## 对科学界的影响
决定论从18世纪起基本上统治了科学界，认为一切都是有因果关系联系起来的，一切世界的运动都是由确定的规律决定的；知道了原因以后就一定能知道结果，现在发生的一切都是由过去所决定的，它们是通过因果建立起关系来的。在这一基础上，科学得到了巨大的发展。例如，用牛顿力学算出的天体运动，对未来具有准确的预见性。
在这种思想下，世界就像一部鐘，像鐘表一样走动，未来的一切均已写好。这种观点得到了当时包括爱因斯坦在内的许多科学家的支持。爱因斯坦在给馬克斯·玻恩的一封信中写道：
你信仰投骰子的上帝，我却信仰完备的定律和秩序。
所以，在牛顿主义者看来，世界都是有序的，都是按照著严格的定律来的，它的行为完全可以预测，都有因果关系决定。
即使宇宙的起始并不存在，决定论也不會成為无稽之谈。因為「凡事必有因」仍能解釋決定論的合理性，並否決了自由意志的可能。

## 扩展阅读
- George Musser, "Is the Cosmos Random?  (Einstein's assertion that God does not play dice with the universe has been misinterpreted)", Scientific American, vol. 313, no. 3 (September 2015), pp. 88–93.
- 阿部 剛久 「哲学から数理の世界へ-自然科学に現れた「決定論」とその現代的課題をめぐって」 京都大学数理解析研究所講究録 Vol.1257 (2002) pp.128-141 PDF （页面存档备份，存于）
- 伊佐敷 隆弘 「因果と決定論」 宮崎大学教育文化学部紀要 人文科学 Vol.21 (2009) pp.1－16 PDF
- 木村 陽二郎 「生命現象からみた決定論と自由」 科学基礎論研究 Vol.6, No.2 (1963) pp.55-59 PDF[永久]
- 坂本 賢三 「書評：ポーレット・フェヴリエ『決定論と非決定論』」 科学基礎論研究 Vol.2, No.2 (1956) pp.36-39 PDF[永久]
- 真田 郷史 「スピノザ哲学における「決定論と自由」の問題」 哲学 Vol.1987, No.37 (1987) pp.163-174 PDF[永久]
- 戸田 洋樹 「「やわらかい決定論」について」 哲学 Vol.1975, No.25 (1975) pp.131-141 PDF[永久]
- 吉田 夏彦 「決定論と自由」 哲学 Vol.1961, No.11 (1961) pp.1-10 PDF[永久]